# Kardoslepke
A kardoslepke vagy kardfarkú lepke (Iphiclides podalirius) a rovarok (Insecta) osztályának a lepkék (Lepidoptera) rendjéhez, ezen belül a pillangófélék (Papilionidae) családjához tartozó faj.

## Elterjedése
Európában, Ázsia nyugati és Afrika északi területeinél honos. Pontosabban Közép- és Dél-Európától Nyugat Szibérián keresztül Kínáig mindenütt előfordul. Több alfajra különül, amelyek az alapszín erősségében, mintázat élénkségében, a "kard" hosszúságában térnek el egymástól.

## Megjelenése
A kardoslepke szárnyainak fesztávolsága 75 milliméter. Fehér alapszínét fekete csíkok díszítik. A hernyó vaskos teste zöld színű, hátán és oldalán sárga vonalak húzódnak. Pompás megjelenésű, nagy elterjedésű pillangó. Első szárnya a csúcsa felé erősen megnyúlt, hátulsó szárnya szintén nyújtott, és hosszú, elkeskenyedő farokban végződik. A szárnyak alapszíne sárgásfehér, néha áttetsző, rajtuk hosszirányban elvékonyodó, végükön elmosódó, fekete csíkok futnak le. A hátulsó szárny széles, kormosan behintett fekete szegélyében élénkkék, félhold alakú foltok sorakoznak. Belső szögletében felül széles, narancsvörös sávval, alul fekete szalaggal keresztezett kék szemfolt díszlik. Első pillantásra a fecskefarkú lepkére emlékeztet. Erőteljes, nyugtalan természetű, vitorlázó röptű pillangó. Nagy területeket kóborol be, és így városi parkokban, kertekben is megjelenhet. Hosszú pödörnyelvével előszeretettel szívogatja a virágok nektáriumait. A hernyó szelvényeit hosszirányban fekete csíkok tarkítják, amelyet narancsvörös pettyek szakítanak meg. Jellegzetessége a feje mögé behúzható, húsos, kettéágazó nyúlványa, az ún.nyakvilla, amelyet akkor ölt ki, ha veszély fenyegeti. Ez a bizarr képződmény azonban csupán ijesztésre való.

## Szaporodása
Tápnövénye a kökény, a galagonya, a berkenye, a mandula, az őszibarack és a körte. Évente két nemzedéke van. Az első tavasszal, az áttelelő bábokból repül kel ki. Második nemzedéke nyáron repül. A tápnövényhez erősített nyári bábja zöld, az áttelelő báb színe sötétsárga, vagy barna. Egyedszáma évenként erős ingadozásokat mutat. Annak ellenére, hogy a növényvédő szerek széles körű alkalmazása miatt ma már a művelt területeken hernyói nem tudnak kifejlődni, egyes években nagy számban jelenik meg. A hernyók a lomb megrágásával-főleg a fiatal őszibarackosokban-esetenként nagy kárt okozhatnak. A bábozódni készülő hernyó farát az aljzathoz szövi, derekát pedig hurokszerűen átvetett, ugyancsak az aljzathoz rögzített fonál tartja.

## Életmódja
Báb alakban telel át.

## Képgaléria

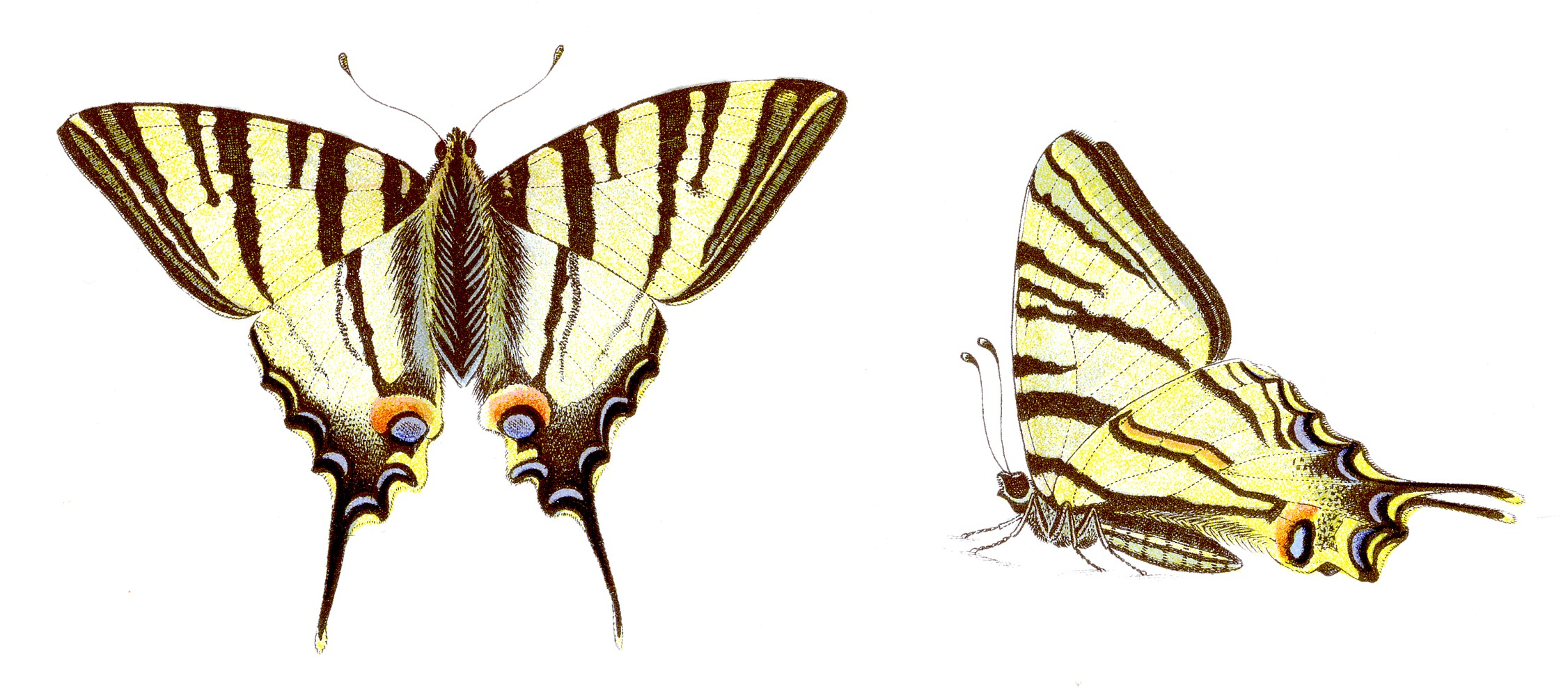
Felülnézeti és oldalnézeti rajza
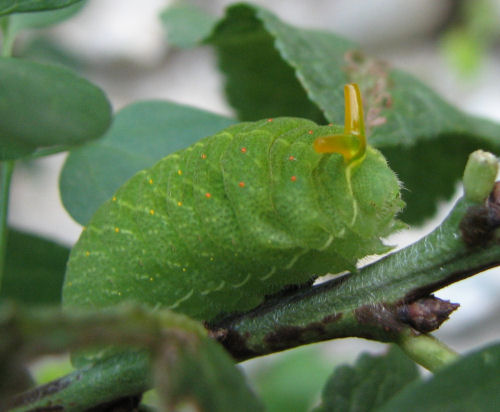
Lárvája
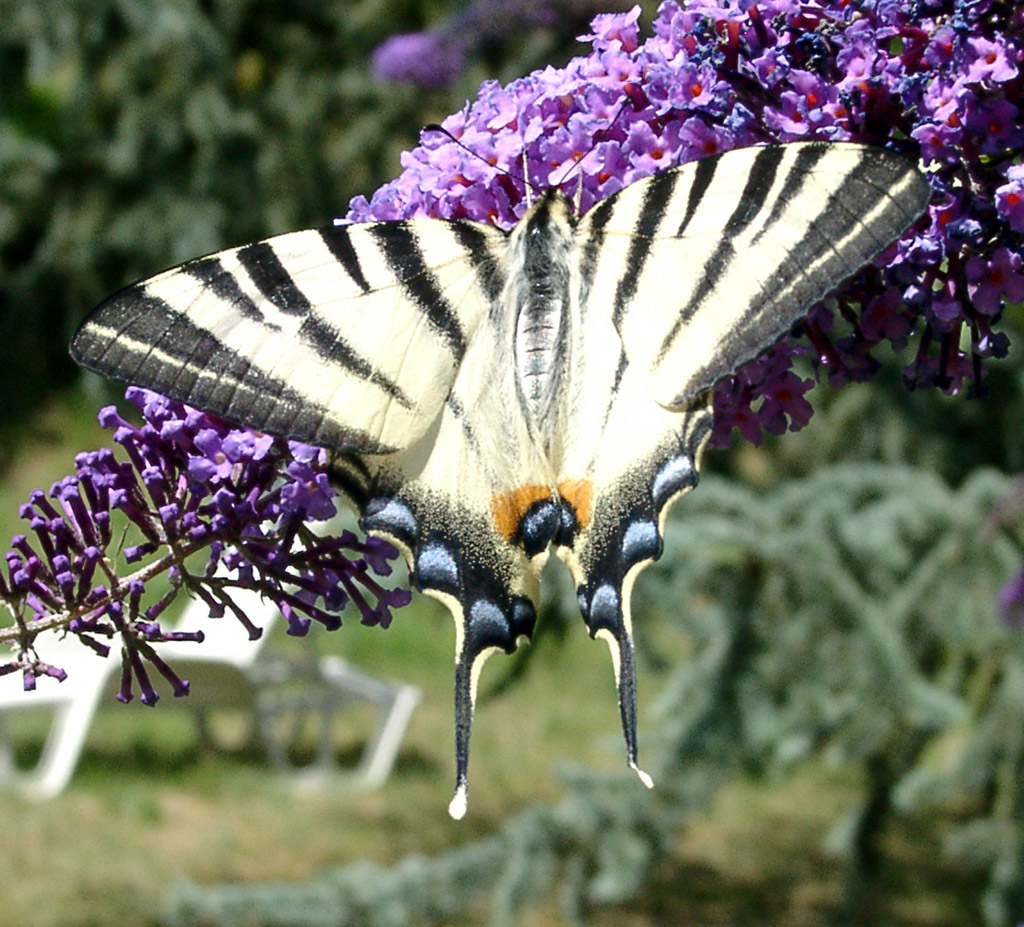
Imágó nyáriorgonán
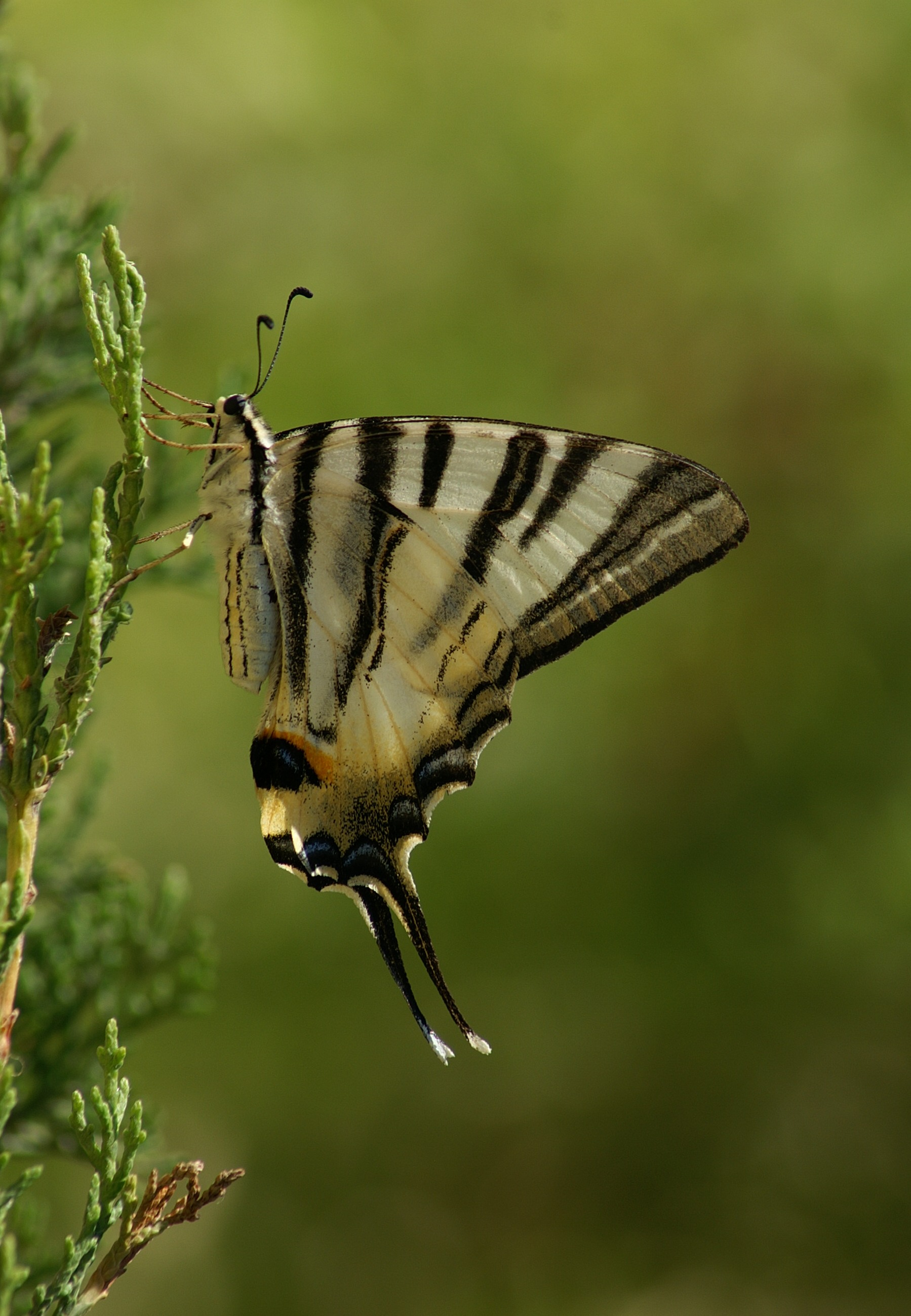
Imágó oldalnézetből